# Драган Николић
Драгослав Драган Николић (Београд, 20. август 1943 — Београд, 11. март 2016) био је српски и југословенски глумац. Због стила глуме је од стране обожавалаца окарактерисан као шмекер са карактером господина.

## Биографија
Рођен је у породици Душана (пореклом из Берана) и мајке Јелене (пореклом из Јагодине). Николићеви преци су се у прошлости презивали Живковићи, али је његов деда Радоња променио породично презиме по прадеди Николи. Његово крштено име је Драгослав међутим током целог живота био је познат као Драган због једног неспоразума. Старији брат му се звао Мирослав и он му је био узор. Одрастао је на Црвеном крсту.
Након завршене основне школе уписао је Четрнаесту београдску гимназију коју није завршио јер се пребацио у Другу економску школу. После две године проведене у средњој школи полагао је и положио пријемни испит на Академији за позориште, филм, радио и телевизију и тада као седамнаестогодишњак био најмлађи студент. Дипломирао је на Факултету драмских уметности у Београду.

## Лични живот
Глумицу Милену Дравић упознао је 1969. године на снимању филма „Хороскоп”. Венчали су се тајно, 1972. године у паузи током снимања филма „Како су се волеле две будале”. Брак су склопили у Градској управи Врачар, а кума са венчања била им је глумица Сека Саблић, коју је Николић познавао са Академије за позориште, филм, радио и телевизију.
Заједно су глумили у великом броју филмова, као и у многим телевизијским серијама. Нису имали деце.

## Филмска каријера
Филмску каријеру отпочиње 1964. године мањом улогом у филму "Право стање ствари", тада је потписан крштеним именом Драгослав Николић. Заслуге за измену надимка на месту имена дугује грешци на крају телевизијске серије "Довољно је ћутати" из 1965. године када му је у кајрону за улоге уместо имена стављен надимак који ће обележити његову каријеру.
Прву значајнију главну улогу остварио је улогом сезонског радника лабилног морала који погине, а да није нашао своје место у друштву и у животу (особине и многих његових каснијих ликова) у филму "Кад будем мртав и бео" (1967) Живојина Павловића, за коју је (с оном у филму "Три сата за љубав", (1968) Ф. Хаџића) награђен дипломом на фестивалу у Пули 1968. Глумачко сазревање, са низом успелих креација ликова из своје генерације, доноси му 1985. Октобарску награду града Београда за „креативну способност да узбудљиво предочи лик великог психолошког распона“ (улога насилника Гаре у филму "Живот је леп" Боре Драшковића).
Главне и веће споредне улоге остварио је у више од тридесет филмова; истичу се још „Хороскоп“ (Б. Драшковић, 1969); „Бубе у глави“ (М. Радивојевић, 1970), „Улога моје породице у светској револуцији“ (Б. Ченгић, 1971), "Млад и здрав као ружа" (Ј. Јовановић, 1971), „Без речи“ (М. Радивојевић, 1972, Цар Константин у Нишу), „Кичма“ (В. Гилић, 1975), "Национална класа" (Г. Марковић, 1979, Цар Константин), "Ко то тамо пева" (С. Шијан, 1980), „Бановић Страхиња“ (В. Мимица, 1981), где је за улогу турског пљачкаша Алије награђен Златном ареном у Пули, „Сезона мира у Паризу“ (П. Голубовић, 1981), „Нешто између“ (С. Карановић, 1983), "Балкан експрес" (Б. Балетић, 1983), „Обећана земља“ (В. Булајић, 1986), "Последњи круг у Монци" (А. Бошковић, 1989), "Оригинал фалсификата" (Д. Кресоја, 1991).
Наступа и у кратким играним филмовима те на телевизији; велику популарност код млађе публике донео му је лик Прлета из филмова и телевизијских серија "Отписани" (1974) и "Повратак отписаних" (1976), режисера Александра Ђорђевића, а истакао се и у серији шоу програма "Образ уз образ", заједно са супругом Миленом Дравић.
Године 2000. додељена му је Награда „Павле Вуисић“, која се додељује глумцу за животно дело.
Од септембра 2011. до 2013. године, био је водитељ популарног светског квиза „Мултимилионер“ на ТВ Пинк. Са супругом Миленом Дравић је снимио осредњи број реклама за Гранд кафу.

## Позориште
Каријеру је започео у позоришту "Бошко Буха", затим каријеру наставио у Београдском драмском позоришту и Атељеа 212, у којем је од 1969. тумачио велики број улога, изградио је и врло успешну позоришну каријеру. Године 1969. у мјузиклу "Коса" тумачи лик Бергера. У сезони 1982/83. учествовао је улогом лопова Васке Пепела у драми „На дну“ Максима Горког у експерименту румунског редитеља Л. Пинтилијеа, у париском -''Theatre de la Ville'' Исуса Христа, у Мајстору и Маргарити М. А. Булгакова у режији М. Сербана. У Југословенском драмско позоришту 1996. године играо је у представи Буре барута, у улози Ђорета.

## Болест и смрт
Први проблеми са здрављем десили су му се током снимања филма Турнеја 2008. године. Према сведочењу колеге Тихомира Станића, Драган се током снимања осећао јако лоше али га је заветовао да никоме не прича о његовом здравственом стању.
Крајем 2014. године је примљен у болницу због проблема са дигестивним трактом а оперисан је у фебруару 2015. године. Стање му се нагло погоршало у мају 2015. године због проблема са плућима.
Септембра 2015. године, опорављао се у Врњачкој Бањи више од три недеље, али је касније отишао у Сокобању у којој је врло кратко био. Крајем јануара 2016. године поново погоршало здравствено стање. Преминуо је 11. марта 2016. године након дуге и тешке болести на Војномедицинској академији у Београду. Комеморација поводом смрти доајена српског глумишта одржана је 14. марта у препуној дворани Атељеа 212 на сцени "Мира Траиловић". Од драгог колеге и пријатеља опростили су се Раде Шербеџија, Драган Бјелогрлић, Јелисавета Сека Саблић, Радослав Зеленовић, Војислав Брајовић и др. Сахрањен је истог дана у Алеји заслужних грађана на Новом гробљу у Београду.

## Награде и признања
По њему је у мају 2016. назван биоскоп у склопу установе културе „Пароброд“. Њему је посвећена монографија „Господин мангуп” објављена 2017. године. У Врњачкој Бањи му је октобра 2017. године подигнут споменик у природној величини.
Добитник је свих значајних филмских награда.
- Златна медаља за заслуге - за изузетне заслуге и постигнуте резултате у културним делатностима, поводом Дана државности Републике Србије (2015)
- Награда Павле Вуисић за животно дело на 35. Филмским сусретима у Нишу (2000)
- Октобарска награда града Београда за улогу у филму Живот је леп (1985)
- Златна арена за најбољу главну мушку улогу за улогу у филму Бановић Страхиња на 28. Филмском фестивалу у Пули (1981)
- Награда Цар Константин за улогу у филму Без речи на 7. Филмским сусретима у Нишу (1972)
- Награда Цар Константин за улогу у филму Национална класа на 14. Филмским сусретима у Нишу (1979)
- Повеља за мушку улогу за улоге у филмовима Балкан експрес и Нешто између на 18. Филмским сусретима у Нишу (1983)
- Награда Златни печат Југословенске кинотеке, Београд (2013)[23]
- Награда „Живојин Жика Павловић“, за афирмацију српског филма на Лесковачком интернационалном филмском фестивалу (2014)[24]
- Изванредна награда за глуму на фестивалу Земун фест Београд (1996)
- Плакета „Љубиша Јовановић“ на Позоришним свечаностима „Љубиша Јовановић“ у Шапцу (1996)
- Story award, награда за најхаризматичнијег мушкарца 2009. године[25]

## Филмографија
|                   | 1960▼ | 1970▼ | 1980▼ | 1990▼ | 2000▼ | 2010▼ | Укупно |
| ----------------- | ----- | ----- | ----- | ----- | ----- | ----- | ------ |
| Дугометражни филм | 6     | 12    | 22    | 14    | 20    | 3     | 77     |
| ТВ филм           | 15    | 11    | 10    | 6     | 3     | 1     | 46     |
| ТВ серија         | 2     | 8     | 8     | 4     | 9     | 5     | 36     |
| ТВ мини серија    | 0     | 1     | 2     | 2     | 2     | 1     | 8      |
| ТВ кратки филм    | 0     | 2     | 0     | 0     | 0     | 0     | 2      |
| Кратки филм       | 0     | 1     | 1     | 1     | 4     | 1     | 8      |
| Укупно            | 23    | 35    | 43    | 28    | 38    | 11    | 177    |

| Год.       | Назив                                            | Улога                                   |
| ---------- | ------------------------------------------------ | --------------------------------------- |
| 1960-е▲    |                                                  |                                         |
| 1964.      | Право стање ствари                               | војни полицајац (као Драгослав Николић) |
| 1965.      | Довољно је ћутати                                | (као Драгослав Драган Николић)          |
| 1966.      | The One Eyed Soldiers                            | официр                                  |
| 1967.      | Деца војводе Шмита                               |                                         |
| 1967.      | Љубав на плајваз                                 |                                         |
| 1967.      | Љубавни је цео свет                              |                                         |
| 1967.      | Кад будем мртав и бео                            | Џими Барка                              |
| 1967.      | Височка хроника                                  | свештеник                               |
| 1968.      | Епидемија здравља                                |                                         |
| 1968.      | Илустровани живот                                |                                         |
| 1968.      | Младићи и девојке 1                              |                                         |
| 1968.      | Северно море (ТВ)                                |                                         |
| 1968.      | Љубитељ голубова                                 |                                         |
| 1968.      | Евгенија на зрну грашка                          |                                         |
| 1968.      | Бећарска ревија                                  |                                         |
| 1968.      | Наш пријатељ Пепи                                |                                         |
| 1968.      | Невоље једног Бобана                             |                                         |
| 1968.      | Три сата за љубав                                | Рики                                    |
| 1969.      | Акваријум                                        |                                         |
| 1969.      | Туберкулоза                                      | Уро                                     |
| 1969.      | Снаха                                            | Џо                                      |
| 1969.      | Трагедија на сплаву                              |                                         |
| 1969.      | Хороскоп                                         | Видак                                   |
| 1969.      | Необавезно (документарни филм)                   |                                         |
| 1970-е▲    |                                                  |                                         |
| 1970.      | Максиметар                                       | водитељ                                 |
| 1970.      | Хајдучија                                        | Милан Бркић                             |
| 1970.      | Хомо хомини                                      |                                         |
| 1970.      | Бубе у глави                                     | Драган                                  |
| 1971.      | Халелуја                                         |                                         |
| 1971.      | Улога моје породице у свјетској револуцији       | Вацулић                                 |
| 1971.      | Млад и здрав као ружа                            | Стеван                                  |
| 1971.      | Последња станица                                 |                                         |
| 1972.      | Како су се волеле две будале (кратак филм)       | Он                                      |
| 1972.      | Без речи                                         |                                         |
| 1972.      | Убиство у ноћном возу                            | путник у возу 2                         |
| 1972.      | Дервиш и смрт (ТВ)                               | Муселим                                 |
| 1974.      | Отписани                                         | Прле                                    |
| 1972—1974. | Образ уз образ                                   | Драган Николић                          |
| 1974.      | Њурци                                            |                                         |
| 1975.      | Кичма                                            | Павле Гвозденовић                       |
| 1975.      | Двособна кафана                                  |                                         |
| 1974—1975. | Отписани                                         | Прле                                    |
| 1975.      | Позориште у кући 3                               | Спасоје                                 |
| 1975.      | Драги, буди ми непознат                          |                                         |
| 1975.      | Синови                                           | Послодавац                              |
| 1976.      | У бањи једног дана                               | Јанко Катић                             |
| 1976.      | Повратак отписаних                               | Прле                                    |
| 1976.      | Девојачки мост                                   | Прокопије Космајац                      |
| 1977.      | Љубавни живот Будимира Трајковића                | Звонко Михајловић (глас)                |
| 1978.      | Размена                                          | Космајац, Прокопије                     |
| 1978.      | Трен                                             | Новак                                   |
| 1978.      | Чардак ни на небу ни на земљи                    | Јеленче                                 |
| 1978.      | Недељом по подне                                 | Гага                                    |
| 1978.      | Отписани ТВ филм                                 | Прле                                    |
| 1978.      | Повратак отписаних ТВ серија                     | Прле                                    |
| 1978.      | Образ уз образ: Новогодишњи специјал             | Драган                                  |
| 1979.      | Мостарске кише                                   |                                         |
| 1979.      | Национална класа                                 | Бранимир Митровић Флојд                 |
| 1980-е▲    |                                                  |                                         |
| 1980.      | Трен ТВ серија                                   |                                         |
| 1980.      | Ко то тамо пева                                  | певач                                   |
| 1980.      | Трансфер                                         | Борис                                   |
| 1980.      | Полетарац                                        | Гага, први даса                         |
| 1981.      | Последњи чин                                     | мајор Љуба Поповић                      |
| 1981.      | Нека друга жена                                  | Бобан                                   |
| 1981.      | Сијамци                                          | Бошко                                   |
| 1981.      | Лов у мутном                                     | Столе Харинга                           |
| 1981.      | Сезона мира у Паризу                             | Драган                                  |
| 1981.      | Почнимо живот из почетка                         | Бане                                    |
| 1982.      | Идемо даље                                       | Милош                                   |
| 1983.      | Нешто између                                     | Марко                                   |
| 1983.      | Учитељ (серија)                                  | Милош                                   |
| 1983.      | Переат                                           |                                         |
| 1983.      | Освајање среће                                   |                                         |
| 1983.      | Балкан експрес                                   | Попај                                   |
| 1983.      | Бановић Страхиња                                 | Влах-алија                              |
| 1984.      | Нешто између (ТВ серија)                         | Марко                                   |
| 1984.      | Грозница љубави                                  | адвокат                                 |
| 1984.      | Дивља патка                                      |                                         |
| 1984.      | Чудо невиђено                                    | Карузо                                  |
| 1985.      | Приче из бечке шуме                              |                                         |
| 1985.      | Џек-пот (ТВ)                                     |                                         |
| 1985.      | Живот је леп                                     | Силеџија                                |
| 1986.      | Мис                                              | Андреј                                  |
| 1986.      | Свечана обавеза (ТВ)                             | Фотограф                                |
| 1986.      | Обећана земља                                    | Зец                                     |
| 1986.      | Протестни албум                                  | Емил                                    |
| 1986.      | Сиви дом                                         | Васпитач Зека                           |
| 1987.      | Луталица                                         | Мирко                                   |
| 1987.      | Waitapu                                          | Специјални гост                         |
| 1988.      | Чавка                                            | Чавкин отац                             |
| 1988.      | Како засмејати господара                         |                                         |
| 1989.      | Хепиенд                                          |                                         |
| 1989.      | Свети Георгије убива аждаху                      | Гаврило Вуковић                         |
| 1989.      | Госпођа министарка                               | Пера Каленић                            |
| 1989.      | Последњи круг у Монци                            | Урош, „Урке“                            |
| 1989.      | Сабирни центар                                   | Јанко                                   |
| 1989.      | Сеобе                                            | Павле Исаковић                          |
| 1989.      | Сеобе 2                                          | Павле Исаковић                          |
| 1990-е▲    |                                                  |                                         |
| 1990.      | Гала корисница: Атеље 212 кроз векове            |                                         |
| 1990—1991. | Бољи живот 2 (серија)                            | Ђорђе Пашалић                           |
| 1990—1991. | Метла без дршке                                  | Неша, Душков тата                       |
| 1991.      | Образ уз образ: Новогодишњи специјал             | Драган                                  |
| 1991.      | Оригинал фалсификата                             | Павловић                                |
| 1991.      | Велика мала матура                               |                                         |
| 1991.      | Мала шала                                        | Ђорђе                                   |
| 1991.      | Пилот у трави                                    | отац                                    |
| 1992.      | Тито и ја                                        | Ганетов отац                            |
| 1992.      | Велика фрка                                      | Чеда (Чедоморац)                        |
| 1993.      | Обрачун у Казино Кабареу                         | Гиле                                    |
| 1993.      | Три карте за Холивуд                             | Алдо                                    |
| 1993.      | Броз и ја (ТВ серија)                            | Ганетов отац                            |
| 1994.      | Ни на небу, ни на земљи                          | Игла                                    |
| 1994.      | Биће боље                                        | Дуле                                    |
| 1994.      | Театар у Срба                                    | кнез Михаило Обреновић                  |
| 1995.      | Била једном једна земља                          | режисер                                 |
| 1995.      | Љубав и мржња — Европске приче 3: Свиње и бисери | Паја                                    |
| 1995.      | Двобој за троје                                  | Бошко                                   |
| 1995.      | Урнебесна трагедија                              | Милан                                   |
| 1995.      | Подземље                                         | режисер                                 |
| 1996.      | Филомена Мартурано                               | Доменико Соријано                       |
| 1997.      | Сваштара                                         |                                         |
| 1998.      | Код луде птице                                   | директор кабареа                        |
| 1998.      | Буре барута                                      | Света                                   |
| 1998.      | Place Vendôme                                    | Јанош                                   |
| 1998—2001. | Породично благо                                  | Лабуд Стојановић                        |
| 1999.      | Нож                                              | Хоџа Вехбија                            |
| 1999.      | Бело одело                                       | макро                                   |
| 1999.      | Љубавници                                        | Златан                                  |
| 2000-е▲    |                                                  |                                         |
| 2000.      | Изабраник                                        | Капетан                                 |
| 2001.      | Виртуална стварност                              | Зоран                                   |
| 2001.      | Она воли Звезду                                  | Дацин отац                              |
| 2001.      |                                                  |                                         |
| 2001.      |                                                  | Бокшић                                  |
| 2001.      | Belgrado Sling                                   |                                         |
| 2002.      | Акција Тигар                                     | Вукота Крцуновић                        |
| 2002.      | Ноћ уз видео                                     | Председник СККП                         |
| 2001—2002. | Породично благо 2                                | Лабуд Стојановић                        |
| 2002.      | Зона Замфирова                                   | хаџи Замфир                             |
| 2002.      | Лавиринт                                         | Павле Аксентијевић                      |
| 2002.      | Лавиринт (ТВ серија)                             | Павле Аксентијевић                      |
| 2003.      | Кућа среће                                       |                                         |
| 2003.      | М(ј)ешовити брак                                 | Рале                                    |
| 2004.      | Пљачка Трећег рајха                              | Главоња                                 |
| 2005.      | Имам нешто важно да вам кажем                    | професор                                |
| 2005.      | Звезде љубави                                    | Господин гроф                           |
| 2005.      | Потера за срећ(к)ом                              | бос                                     |
| 2005.      | Ивкова слава                                     | председник општине                      |
| 2006.      | Где цвета лимун жут                              | Наратор                                 |
| 2006.      | Шејтанов ратник                                  | Телал                                   |
| 2006—2011. | Село гори, а баба се чешља (ТВ серија)           | Жота/судија Велибор                     |
| 2007.      | Црни Груја и камен мудрости                      | Де Л'Арзан                              |
| 2007.      | Позориште у кући                                 | Братислав Николајевић                   |
| 2007.      | Промени ме                                       | Милан                                   |
| 2007.      | Четврти човек                                    | политичар                               |
| 2008.      | Кнежевина Србија                                 | наратор                                 |
| 2008.      | Краљевина Србија                                 | наратор                                 |
| 2008.      | На лепом плавом Дунаву                           | издавач из Француске                    |
| 2008.      | Вратиће се роде                                  | Мутави                                  |
| 2008.      | Турнеја                                          | Мишко                                   |
| 2008.      | Дрво, камен, облак (кратак филм)                 |                                         |
| 2008—2009. | Рањени орао                                      | Угљеша Кнежевић                         |
| 2009.      | Село гори... и тако                              | судија Велибор                          |
| 2009.      | Згариште (кратак филм)                           |                                         |
| 2009.      | Свети Георгије убива аждаху                      | Свештеник                               |
| 2009.      | Оно као љубав                                    | Гага Николић                            |
| 2010-е▲    |                                                  |                                         |
| 2010.      | Сва та равница (серија)                          | Милан Јагодић                           |
| 2010.      | 72 дана                                          | Каматар 1                               |
| 2011.      | Тамарин изостанак (кратак филм)                  | Звонко                                  |
| 2011.      | Турнеја (серија)                                 | Мишко                                   |
| 2011.      | Албатрос (ТВ)                                    | Глигорије „Гига“ Гершић                 |
| 2012.      | Вир                                              | ДБ-овац                                 |
| 2012—2013. | Јагодићи (ТВ серија)                             | Гроф Милан Јагодић                      |
| 2014.      | Монтевидео, видимо се!                           | Жил Риме                                |
| 2014.      | Монтевидео, видимо се! (ТВ серија)               | Жил Риме                                |
| 2014.      | Нешто лепо (ТВ)                                  | наратор                                 |

## Театрографија
У позоришту Атеље 212 играо је у следећим позоришним представама:
- Робер (Генерална Ужина)
- Каубој (Веза)
- Бергер (Коса)
- Лен (Рано јутро)
- Хари Флинтон (Зигер-Загер)
- Муселим (Дервиш и смрти)
- Џек Трбосек (Лулу)
- Том Пејн (Том Пејн)
- Ђенка Ђаво (Маратонци трче почасни круг)
- Млади господин (Сладострасници-Карамазови)
- Александрај Портној (Портонојева бољка)
- Маркиз д'Орсињи (Молијер)
- Макс (Код лепог изгледа)
- Миодраг (Сељаци, радници и природна интелигенција)
- Петар Сергејевич Трофимов (Вишњеви сад)
- Чеда (Протуве пију чај)
- Макс (Свадба)
- Лекар (Декамерон 81)
- Алфред (Приче из бечке шуме)
- Кардинал Пјетро Гашпари (Метастабилни граал)
- Мекхит (Просјачка опера)
- Гаврило Вукотић (Свети Георгије убива аждаху)
- Доменико Соријано (Филумена Матурано)
- Брент (Пег срце моје)
- Непознати (Посетлица)

У позоришту Звездара театар играо је у пет представа :
- Фрис, Гаврило, Војник Јаша, Г. Стојановић (Птић и птица (1986))
- Милан (Урнебесна трагедија(1991))
- Марко Марковић (Мало љубави, мало мржње (1991))
- Валентин (Пољубац жене паука (1996))
- Борис (У пламену страсти (1997))